# Didymocantha binotata
Didymocantha binotata là một loài bọ cánh cứng trong họ Cerambycidae.